# 천두

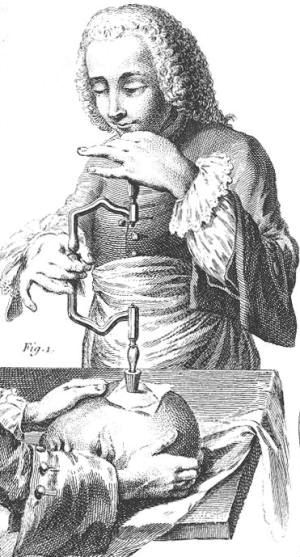
18세기 프랑스에서의 머리 부분 천공 수술의 그림

천두 (穿頭, 영:Trepanation)는 두피를 절개해 두개골에 구멍을 뚫는 민간 요법의 일종으로 여겨진다.
천두는 고래부터 신비주의에 따라 행해져 그 경우에는, 연 구멍을 막는 처치를 실시하지 않고 두피를 봉합한다. 현대에서는, 의료적으로 치료를 위해서 행해지는 처치도 천두라고 부르고 있다.

## 역사
고대 그리스에서 근대 의료의 기초를 쌓아 올린 히포크라테스도, 자신의 저서 중에서 접했다고 여겨지는 이 행위이지만, 중세부터 근대의 유럽에서는 두통이나 정신병의 치료라고 칭해 이를 했다. 단지 당시는 명확한 근거가 있던 것이 아니고, 두골 내에 있는 '좋지 않은 (영적인) 물건'을 외부에 내기 위한 구멍으로 여겨진 모양으로, 당시의 마셔와 츠치로 구멍을 뚫는 모습 등의 그림이 남아 있다.
바트 후게스는 1960년대부터  1970년대에 걸쳐, 의식의 각성을 얻기 위해서 이 천두를 세상에 호소했다. 1970년대에는 아만다 필딩이 자기에게 시술하는 영상 작품을 남겼다. 천두 방법을 베푸는 의사를 발견할 수 없었기 때문이며, 자기천두 방법은 추천하지 않고 의료 전문가에 의해서 행해져야 한다고 영상 작품 중에서 말하고 있다.
그 후, 당분간 관심을 잃었다. 1990년대에는 인터넷 상에서 언급되어 90년대 후반에는 피터 하르보손이라는 실천자가 중심이 되어, ITAG (아이태그)가 조직 되어 시술이 가능한 병원을 국제적으로 찾았다. 그러한 가운데로, 케빈 솔링 감독에 의한 1998년의 영화, '어 홀 인 더 헤드'는 다시 천두 방법의 유행을 야기했다. 야마모토 히데오의 만화 '홈크루스'에서는, 트레퍼네이션의 통칭으로 등장해 장기 연재되어 영화는 최대중요의 자료가 되고 있다고 여겨진다.
또한 일본이나 구미의 많은 나라에서는, 두개골 골절이나 뇌외과 수술 등 다른 명확한 치료에 의하지 않는, 위험한 이들 시술은 위법으로 되어 있지만, 일부에 천두에 효과 있다는 피터 하르보손에 의한 국제 천두 창도회 등의 주장이 있기 때문에, 이를 하청 받는 의사도 있다고 여겨져 현대 사회에도 일정 수의 피술자가 존재한다.

## 효과
아만다 필딩에 의하면, 피유량에 관해서 대마나 환각제, 또 요가의 호흡법에 따라 일어나는 것을, 천두로는 영속적으로 생기게 할 수 있다. 아만다가 설립한 베클리 재단의 연구로는 뇌의 피유량의 변화가 관찰되었지만, 피험자 15명이라는 소수로는 과학적인 주장을 실시하려면 불충분하다고, 아만다는 말하고 있다. 생리학적인 가설을 과학적으로 말할 수 없는 고래의 문명으로는, 비교적인 설명이 존재해, 또 천두는 이용되어 왔다.
피술자 등에 의하면 '뇌의 압력을 내려 기분을 고양시킨다'나 '의식이 보다 명료하게 된다', '우울증이 경감되었다' 등의 보고가 있다.
그러나, 뇌외과의 등의 전문의에서는 부정적인 몇개의 견해가 나와 있다. 그 견해에는 이하와 같은 것이 있다.
- 뇌의 압력은 특히 대사 비정상이지 않은 한 일정으로 유지되고 있기 때문에, 두골에 구멍을 뚫어도 큰 변화는 일어나지 않는다. 또 대사이상은 각각의 증상에 따른 치료가 확립되어 있다.
- 개인이 비위생적인 환경에서 천공했을 경우, 뇌가 기구에 의해서 손상되거나 세균에 의해서 염증을 일으킬 위험이 수반한다.
- 천공부의 조직이 손상을 받아 두골의 방어력이 저하하는 것 외, 불과 수 밀리라는 두피에 의해서 '뇌가 거의 노출에 가까운 상태'에 놓여지기 때문에, 다른 사고에 의해서 중대한 손상을 입기 쉽다.

또한 '효과'에 관해서도, 타인과의 차이를 명확하게 의식할 수 있는 등, 다른 육체 개조를 실시한 결과에 의한 고양감과 동종의 물건이라고 생각되고 있다.

## 고대 잉카 제국에 있어
잉카 문명의 집단 분묘에서는, 자주 두골에 큰 구멍이 열린 것이 발견되기 때문에, 고대 잉카 제국에서는 (신비주의적인) 머리 부분 천공이 유행하고 있었다는 사람도 있다. 안에는 '구멍이 열려 있는 곳이 같다'고 하여 정신 외과 (백질 절제)의 시술에 의한 오파츠라고 주장하는 사람조차 있다.
그러나 실제로는, 당시의 철의 존재를 몰랐던 남아메리카에서의 전쟁의 양식이 '돌을 서로 던져, 곤봉으로 서로 친다'라는 것으로, 특히 곤봉에 이르러서는, 돌을 가공해 만든 타격 해머 (중앙에 구멍이 열린 성장의 돌이 끝에 박혀 있다)로, 머리에 맞으면 두개골 골절을 일으키는 것이었다. 이 때문에 병사나 전투에 말려 들어간 민중들은 끊임 없이 두개골 골절 등의 부상을 받는 위험에 처해져 이에 의해서 두골 골절의 치료 기술이 발달했다고 현대의 고고학에서는 생각되고 있다.
두골이 골절할수록 강한 타격을 받았을 경우, 뼈 아래의 경막 아래에 있는 거미막의 혈관이 끊어져 혈종으로 불리는 피의 덩어리가 생긴다. 이는 급성경막하혈종으로 불려 시급하게 두골에 천공해 굳어지기 전의 피를 배출시키지 않으면 뇌를 압박해 의식을 잃어, 최종적으로는 죽는다. 또 조기 치료를 하지 않으면 예후가 매우 나쁜 일도 있기 때문에, 현대 의료에서도 자주 행해지는 치료이며, 유사 과학이나 신비주의적인 머리 부분 천공과는 완전히 다른, 현대 의학과 같은 이유에 따르는 것이다(물론, 머리 부분 천공이 치료법으로서는 적절하지 않은 병에, 머리 부분 천공을 한 일도 있겠지만, 당시의 의학적 수준의 문제이다).
잉카에서는, 약물인 코카인의 원료로서 알려진 코카가 재배되고 있어 그 잎은 자양 강장이나 상처의 마취에 이용되고 있었다. 이를 사용해 고대 잉카의 뇌외과의들은 고통에 환자가 날뛸 걱정도 없고, 환자의 머리 부분을 절개, 뇌를 손상시킬 우려가 있는 두골의 파편을 없애 봉합할 수가 있었다. 또 잉카 제국은 대체로 고산 지대의 한랭지에 도시가 집중하고 있던 일도 있어, 주변의 잡균도 비교적 적었기 때문에, 감염증을 일으키는 비율도 낮았다고 한다.
이들 두개골 골절 치료를 받은 환자는 그 두개골의 분석으로부터, 평균해 수 년으로부터 수십 년 정도는 장수하고 있었다는 설도 있어, 당시의 평균수명이 30~40세였던 일을 생각해도, 그런대로 천수를 완수했다고 말할 수 있다.
이러한 이유에 의해, 전출의 '오파츠다'라는 주장은 성립되지 않는다. 병사끼리의 전투 행위의 한중간에서의 부상이라면, 얼굴의 전면에서 전두 부분에 부상이 집중하기 쉽다. 이것이 우연히 현대의 백질 절제 수술과 같은 개소에 구멍이 있다고, 같은 개소로부터 기구를 삽입하고, 뇌에 하등의 처치를 실시했다고는 할 수 없다. 다른 개소에 대해서도, 똑같이 시술한 흔적도 발견되고 있다. 또한 당시의 수술 용구에는 두피를 절개하거나 두골을 천공내지 절삭하기 위한 기구는 남지만, 뇌에 대해서 하등의 처치를 베풀기 위한 기구는 발견되어 있지 않은 것도, 고고학이 백질 절제설에 대해서 부정적인 이유로서 들 수 있다.
또한 잉카 문명과는 구별이 되는 프리잉카나 메소아메리카 (중남미)의 민족 문화에서는 두엽 변형도 볼 수 있지만, 이는 약간 다른 이야기이다.

## 등장하는 작품
픽션 작품에서는 자주 초능력 등 신비적인 힘을 획득하는 수단으로서 등장하고 있다.
만화
- 호문쿨루스 - 야마모토 히데오 작. 신비주의적 시점으로부터 머리 부분 천공을 받은 노숙자 남자가, '타인의 심층 심리가 현실과 같이 이미지화되어 보인다'는 비정상인 세계에 말려 들어가는 사이코 스릴러. 본작 중에서 천두 방법은 트레퍼네이션로 불려 이전부터 인지도가 올랐다고 여겨진다[2]. 덧붙여 단행본에는 트레퍼네이션이 매우 위험한 행위이며, 절대로 흉내내지 않도록의 취지가 설명서에 기록되고 있다.
- 스프리건 잉카의 머리 부분 천공은 뇌외과 수술에 의해 초능력을 각성 시키는 것으로서 소개되고 있었다.
- 오르파트그람 - 이노우에 유메히토 작. 살인자의 습격을 당해 머리 부분이 강타되어 수술로 머리 부분 천공 상태가 된 주인공이 새로운 후각을 획득한다.

## 같이 보기
- 사혈
- 주술의